# Samica Stęszewska
Samica Stęszewska (Samica) – rzeka, lewy dopływ Kanału Mosińskiego o długości 37,87 km. 
Rzeka płynie w województwie wielkopolskim. Za początek Samicy uznaje się Jezioro Niepruszewskie lub strumień rozpoczynający się koło Grzebieniska (znajduje się tam kilka strumieni konkurujących o to miano).
Źródłowy strumień początkowo płynie rynną polodowcową, która na pewnym odcinku towarzyszy Ozowi Bukowsko-Mosińskiemu. Następnie Samica Stęszewska wpływa do Jeziora Niepruszewskiego, dalej płynie na południowy wschód, przepływając przez położone w Rynnie Stęszewskiej jeziora: Tomickie, Krąplewskie, Witobelskie i Dymaczewskie. Nad rzeką i jeziorami, przez które przepływa, leżą między innymi: Niepruszewo, Tomice, Stęszew, Łódź, Stare Dymaczewo. Przed Tomiczkami u zbiegu trzech gmin: Buk, Dopiewo i Stęszew wpływa do niej Żarnowiec. Między Tomcami a Krąplewem w dolinie rzeki znajduje się obszar ochrony ścisłej Trzcielińskie Bagno, a dalej jezioro Konarzewskie. Od Stęszewa do ujścia rzeka płynie skrajem Wielkopolskiego Parku Narodowego. Pierwotny, dolny odcinek Samicy wykorzystano do budowy Kanału Mosińskiego.